# Siebenhitz (Köditz)
Siebenhitz ist ein Gemeindeteil der Gemeinde Köditz im Landkreis Hof (Oberfranken, Bayern). Siebenhitz liegt in der Gemarkung Joditz.

## Geografie
Der Weiler besteht aus zwei Siedlungen. Bei der östlichen Siedlung bildet sich die Talmulde des Kornbachs, eines linken Zuflusses der Sächsischen Saale. Ein Anliegerweg führt zur Staatsstraße 2192 bei Joditz (1,2 km nordöstlich).

## Geschichte
1561 wurde das Bergwerk Siebenhitz eröffnet, das bis Ende des 18. Jahrhunderts betrieben wurde. Es wurde ursprünglich zwischen der „oberen und unteren Siebenitz“. Die Güter unterstanden adeligen Grundherren.
Von 1797 bis 1810 unterstand Siebenhitz dem Justiz- und Kammeramt Hof. Infolge des Ersten Gemeindeedikts wurde Siebenhitz dem 1812 gebildeten Steuerdistrikt Joditz und der zugleich entstandenen Ruralgemeinde Joditz zugewiesen. Am 1. Mai 1978 wurde Siebenhitz im Zuge der Gebietsreform in Bayern nach Köditz eingemeindet.

### Einwohnerentwicklung
| Jahr      | 001819 | 001861 | 001871 | 001885 | 001900 | 001925 | 001950 | 001961 | 001970 | 001987 |
| Einwohner | 26     | 27     | 25     | 27     | 20     | 20     | 22     | 19     | 19     | 27     |
| Häuser    |        |        |        | 4      | 4      | 4      | 4      | 5      |        | 6      |
| Quelle    | [ 7 ]  | [ 10 ] | [ 11 ] | [ 12 ] | [ 13 ] | [ 14 ] | [ 15 ] | [ 16 ] | [ 17 ] | [ 1 ]  |

## Religion
Siebenhitz ist evangelisch-lutherisch geprägt und bis heute nach St. Johannes (Joditz) gepfarrt.